# In the Court of the Crimson King
In the Court of the Crimson King (на български В двора на Пурпурния крал) е албум издаден през 1969 от британската прогресив рок група Кинг Кримсън.
Албумът е от изключително значение за развитието на прогресив рока, психеделичната музика и хевиметъла. В него се комбинират виртуозно владеене на инструментите, поезия и мрачен мироглед. С всичко това албумът бележи истинското начало на прогресив рока.
Автор на обложката на албума е английският художник Бари Годбър, който умира на 24-годишна възраст, през февруари 1970, едва няколко месеца след издаването на албума.
Албумът е ремастериран и издаден отново през 90-те.

## Композиции
1. 21st Century Schizoid Man (Fripp/McDonald/Lake/Giles/Sinfield) 7:20, включва и:
  - Mirrors
2. I Talk to the Wind (McDonald/Sinfield) 6:05
3. Epitaph (Fripp/McDonald/Lake/Giles/Sinfield) 8:47, включва и:
  - March for no Reason
  - Tomorrow and Tomorrow
4. Moonchild (Fripp/McDonald/Lake/Giles/Sinfield) 12:11, включва и:
  - The Dream
  - The Illusion
5. The Court of the Crimson King (McDonald/Sinfield) 9:22, включва и:
  - The Return of the Fire Witch
  - The Dance of the Puppets

## Изпълнители
- Робърт Фрип (китари)
- Иън Макдоналд (духови инструменти, вибрафон, клавишни, мелотрон, вокали)
- Грег Лейк (бас китари, вокал)
- Майкъл Джайлс (ударни, перкусии, вокали)
- Питър Синфийлд (текстове и визуално шоу)